# Капітан-Андреєво
Капіта́н Андре́єво (болг. Капитан Андреево) — село в Хасковській області Болгарії. Входить до складу общини Свиленград.

## Географія

### Клімат
| Клімат села Капітан-Андреєво | Клімат села Капітан-Андреєво | Клімат села Капітан-Андреєво | Клімат села Капітан-Андреєво | Клімат села Капітан-Андреєво | Клімат села Капітан-Андреєво | Клімат села Капітан-Андреєво | Клімат села Капітан-Андреєво | Клімат села Капітан-Андреєво | Клімат села Капітан-Андреєво | Клімат села Капітан-Андреєво | Клімат села Капітан-Андреєво | Клімат села Капітан-Андреєво | Клімат села Капітан-Андреєво |
| Показник                     | Січ.                         | Лют.                         | Бер.                         | Квіт.                        | Трав.                        | Черв.                        | Лип.                         | Серп.                        | Вер.                         | Жовт.                        | Лист.                        | Груд.                        | Рік                          |
| Середній максимум, °C        | 6,2                          | 8,9                          | 13,0                         | 19,2                         | 24,5                         | 28,8                         | 31,2                         | 30,8                         | 27,1                         | 20,3                         | 14,1                         | 8,3                          | 21,0                         |
| Середня температура, °C      | 2,4                          | 4,4                          | 7,6                          | 12,9                         | 17,9                         | 22,0                         | 24,2                         | 23,5                         | 19,6                         | 13,8                         | 9,1                          | 4,6                          | 13,5                         |
| Середній мінімум, °C         | −0,8                         | 0,8                          | 2,9                          | 7,1                          | 11,4                         | 15,0                         | 17,3                         | 16,3                         | 13,0                         | 8,5                          | 5,0                          | 1,3                          | 8,2                          |
| Днів з опадами               | 8                            | 7                            | 7                            | 7                            | 7                            | 6                            | 4                            | 3                            | 3                            | 5                            | 7                            | 9                            | 7                            |
| ---------------------------- | ---------------------------- | ---------------------------- | ---------------------------- | ---------------------------- | ---------------------------- | ---------------------------- | ---------------------------- | ---------------------------- | ---------------------------- | ---------------------------- | ---------------------------- | ---------------------------- | ---------------------------- |
| Джерело: www.yr.no           |                              |                              |                              |                              |                              |                              |                              |                              |                              |                              |                              |                              |                              |

## Населення
За даними перепису населення 2011 року у селі проживали 846 осіб.
Національний склад населення села:
| Національність   | Кількість осіб | Відсоток |
| ---------------- | -------------- | -------- |
| болгари          | 788            | 99,0%    |
| турки            | 4              | 0,5%     |
| цигани           | 0              | 0%       |
| Всього відповіли | 796            |          |

Розподіл населення за віком у 2011 році:
Динаміка населення: